# 尾上康代
尾上 康代（おのえ やすよ、1975年9月20日 - ）は、日本の女優、タレントである。本名、深井 康代（ふかい やすよ）。

## 人物
大阪府生まれ。テレビのバラエティー番組、『ワンダフル』（TBS）に、1998年（平成10年）から「ワンダフルガールズ（ワンギャル）』（第2期）のひとりとしてレギュラー出演した。ワンギャルとしては最年長であり、加藤由季、谷口智とともに、「オバギャル」と呼ばれていた。
『ワンダフル』への出演終了後には、主に女優として芸能活動を行っている。芸能事務所はバイオスに所属。

### 私生活
2006年（平成18年）11月1日、サッカー選手・深井正樹（ジェフユナイテッド市原・千葉）と入籍、翌年1月13日に結婚式を挙げた。
2010年（平成22年）、千葉にピラティス・ヨガスタジオ「スタジオ ヴィボディ」を開設

## 出演履歴

### TV（ドラマ）
- 2005年　スペシャルドラマ　『特命係長 只野仁』（ANB）
- 2005年　金曜ナイトドラマ　『特命係長 只野仁』（ANB）
- 2004年　スペシャルドラマ　『特命係長 只野仁　リターンズ』（ANB）
- 2003年　月曜ミステリー劇場　『ムコ入り刑事』（TBS）
- 2002年　金曜ドラマ　『木更津キャッツアイ（最終回）』（TBS）
- 2000年　『マッチポイント〜女が勝負を賭ける時』（NHK）

### TV（バラエティ）
- 『めざせ美BODY!』（GAORA）
- 『Vege TV』（BSジャパン）2004年
- 『狸穴東京』（NTV）2003年
- 『夜のバカンス』（BS日テレ）ジャズイベントMC
- 『夜のバカンス』（BS日テレ）　釣りコーナーレギュラー
- 『ウィンターパラダイス　in　北海道』SKY PerfecTV
- 『夜のバカンス』（BS日テレ）　博物館コーナーナビゲーター
- 『BAT corp』KTV　レギュラー
- 『ワンダフル』TBS　レギュラー

### 舞台
- 2005年 『ラフカット2005』第四話「晩秋に吠えろ」
- 2005年 ミュージカル『森は生きている』　天王洲アートスフィア　女官役
- 2004年 『K.O.B.(Knock.Out.Brother)』
- 2004年 『悲しき天使 2004』
- ミュージカル『森は生きている』女官役

### 映画
- 『調布空港』（2006年）

### CF
- 『MUSIC.JP』インフォマーシャル（2005年）
- 『キリン一番搾り』

### 出版
- 『Be Brides』写真集（マイストロ、1998年）
- 『グランマガザン』　ファッションページモデル・PCコーナー

### キャンペーンガール
- 『BE BRIDES』　レースクイーン（1998年）
- 『わぁでい』　キャンペーンガール